# Três-Marias-Stausee

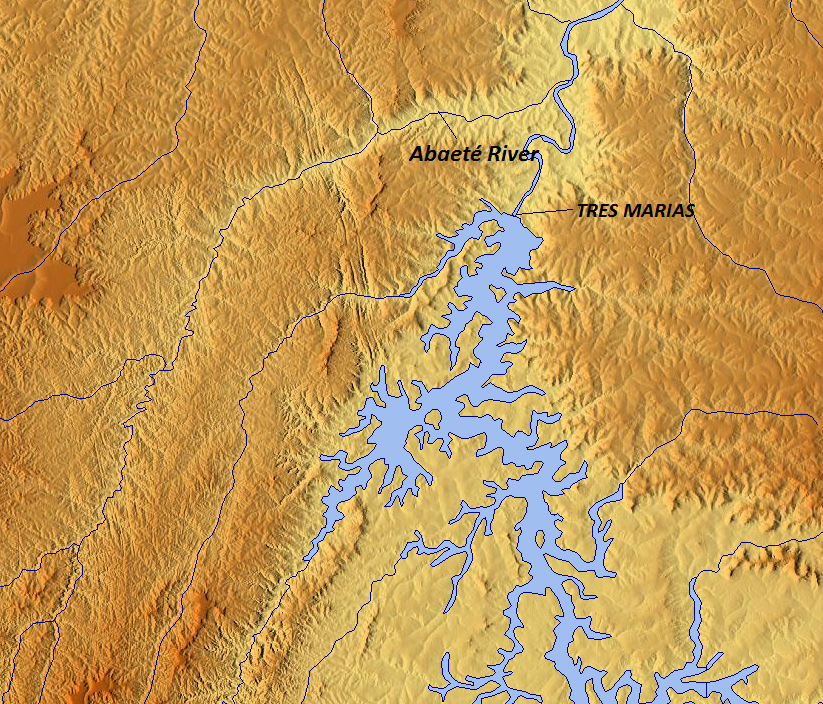
Lage und Form des Três-Marias-Stausees

Der Três-Marias-Stausee (portugiesisch Lago de Três Marias oder Represa Três Marias) in Brasilien ist einer der größten Stauseen der Erde. Er liegt südlich von Três Marias, einer kleinen Stadt im Nordwesten des Staates Minas Gerais am Fluss São Francisco. Bis nach Belo Horizonte, der Hauptstadt von Minas Gerais beträgt die Entfernung 276 km und bis zur brasilianischen Hauptstadt Brasília 438 km.

## Staudamm und Stausee von Três Marias
Die Talsperre wurde von 1957 bis 1961 während der Präsidentschaft von Juscelino Kubitschek in Rekordzeit errichtet. Es wurde in zwei Schichten gearbeitet, und ungefähr 10.000 Arbeiter wurden beschäftigt.
Der Zweck der Talsperre war die Hochwassersteuerung, die Verbesserung der Schiffbarkeit, die Nutzung der Wasserkraft zur Entwicklung der Industrie und die Bewässerung.
Der Staudamm ist einer der größten Erddämme der Erde. Er ist maximal 75 m hoch und 2700 m lang und hat eine Basisbreite von 600 m. Das zugehörige Wasserkraftwerk, das nach Bernardo Mascarenhas benannt ist, leistet 396 MW.
Der Stausee, der auch „Fresh Sea of Minas“ heißt, fasst 21 Milliarden Kubikmeter, hat eine Wasseroberfläche von 1040 Quadratkilometern und erstreckt sich über acht Gemeinden.

## Namensursprung
Für den Ursprung des Namens Três Marias gibt es mehrere Versionen. 
1. ein möglicher Bezug sind die drei Gürtelsterne des Sternbildes Orion, das hier in jeder Jahreszeit sichtbar ist.
2. außerdem könnten die drei Wasserfälle gemeint sein, die früher hier an der Stelle des Stausees waren.
3. die populärste Version bezieht sich aber auf drei Schwestern, die am rechten Flussufer wohnten. Sie waren Drillinge, hießen alle Maria und waren sehr schön. Unglücklicherweise ertranken alle drei nach der Legende im Fluss.